# مری اورست بول
مری اورست بول (انگلیسی: Mary Everest Boole؛ ۱۱ مارس ۱۸۳۲ – ۱۷ مهٔ ۱۹۱۶) ریاضی‌دان و آموزگار پیشروی انگلیسی و همسر جرج بول (ریاضی‌دان) بود.